# Agrarisch Dagblad
Het Agrarisch Dagblad was de eerste en enige onafhankelijke krant voor de land- en tuinbouw in Nederland. De krant verschijnt vijf dagen per week: van dinsdag tot en met zaterdag. De redactie omvat ongeveer 36 mensen. De krant heeft een oplage van ongeveer 14.000. De verspreiding gaat via de post.

## Geschiedenis
De krant is in 1986 opgericht door uitgeverij Kluwer en in 1989 overgenomen door Uitgeversmaatschappij C. Misset in Doetinchem. Nu wordt de publicatie uitgegeven door Misset Uitgeverij.
De eerste hoofdredacteur was de Friese journalist en schrijver Hylke Speerstra, die later de leiding kreeg over de Leeuwarder Courant. Het hoofdredacteurschap werd na hem vervuld door Bart Edel, Theo Léoné, Ron Abram, Jeen Akkerman, Bert Westenbrink en Roel Leferink. Huidig hoofdredacteur is Jan Vullings.
De krant richtte zich op boeren en tuinders en hun omgeving.
In 2003 was het Agrarisch Dagblad de eerste betaalde krant in Nederland die de overstap maakte van zogenoemde broadsheet naar compact of tabloidformaat.
Op 11 november 2010 maakte uitgever Reed Business bekend dat het Agrarisch Dagblad de eerste multimediale nieuwsleverancier voor de boer, tuinder en agribusiness in Nederland wordt onder de vlag van agd.media. De nieuwe formule is op 2 december 2010 van start gegaan en bestaat uit een nieuwswebsite, drie kranten per week, iedere dag een digitale nieuwsbrief, mobiele applicaties en tal van extra's zoals het agrarisch weerbericht en marktmonitoren. Daarnaast wordt iedere werkdag een dagelijks agrarisch tv-journaal aangeboden. De krantenedities verschijnen in de vorm van agd.dinsdag, agd.donderdag en agd.weekend (deze verschijnt op vrijdag). Hiermee was de naam van het vertrouwde Agrarisch Dagblad verdwenen.

## Boerderij Vandaag
Vanaf 3 januari 2012 is deze krant verdergegaan onder de naam Boerderij Vandaag. De nieuwe krant verscheen vier keer per week: op dinsdag, woensdag, donderdag en vrijdag. Met op vrijdag ook het nieuwe product Boerderij Weekend, een speciale bijlage met achtergronden, interviews en opinies. Het is de bedoeling de samenwerking tussen de krant en het bekende weekblad Boerderij te versterken.

## Food&Agribusiness
Vanaf begin 2020 is deze krant verdergegaan onder de naam Food&Agribusiness en heeft daarmee de focus verbreed naar de gehele voedselketen. Naast de krant heeft Food&Agribusiness in 2021 ook het Eiwit magazine gelanceerd, een modern vormgegeven magazine dat 4x per kwartaal verschijnt en schrijft over de eiwittransitie naar meer plantaardige en alternatieve eiwitten.

## Oplage
Gemiddeld verspreide oplage van het Agrarisch Dagblad tussen 2001 en 2010
Cijfers volgens HOI, Instituut voor Media Auditing